# Corvera de Asturias
Corvera de Asturias är en kommun i Spanien. Den ligger i den autonoma regionen Asturien i norra delen av landet, 400 km nordväst om huvudstaden Madrid. Antalet invånare är 15 637 (2024).